# Majungasaurus
Genre
Espèce
Synonymes
- Megalosaurus crenatissimus Depéret, 1896
- Majungatholus atops Sues & Taquet, 1979

Majungasaurus (« lézard de Mahajanga »), anciennement Majungatholus, est un genre fossile de dinosaures du sous-ordre des théropodes et de la famille des abélisauridés qui a vécu à la fin du Crétacé supérieur à Madagascar il y a entre 70 et 66 millions d'années.
Comme les autres abélisauridés, Majungasaurus était un prédateur bipède avec le museau court. Bien qu'ils ne soient pas connus complètement, les membres antérieurs sont très courts, tandis que les membres postérieurs sont plus longs et très trapus. Il peut être différencié des autres abélisauridés par un crâne plus large, une texture plus rugueuse, des os épaissis sur le dessus de son museau et la corne unique arrondie sur le dessus de son crâne, qui avait été premièrement confondue avec le dôme d'un Pachycephalosaurus. Il possède également plus de dents tant sur la mâchoire supérieure qu'inférieure que la plupart des abélisauridés.
Connu par plusieurs crânes bien préservés et des matériaux de squelettes importants, Majungasaurus est le théropode de l'hémisphère sud le mieux étudié. Il apparaît comme étant plus proche des Abélisauridés indiens que ceux d'Amérique du Sud et du continent africain, un fait avec une grande importance biogéographique. Majungasaurus a été le superprédateur de son écosystème, chassant principalement des Sauropodes tels que Rapetosaurus et est également le premier et le seul dinosaure qui, officiellement, pratiquait le cannibalisme.

## Description

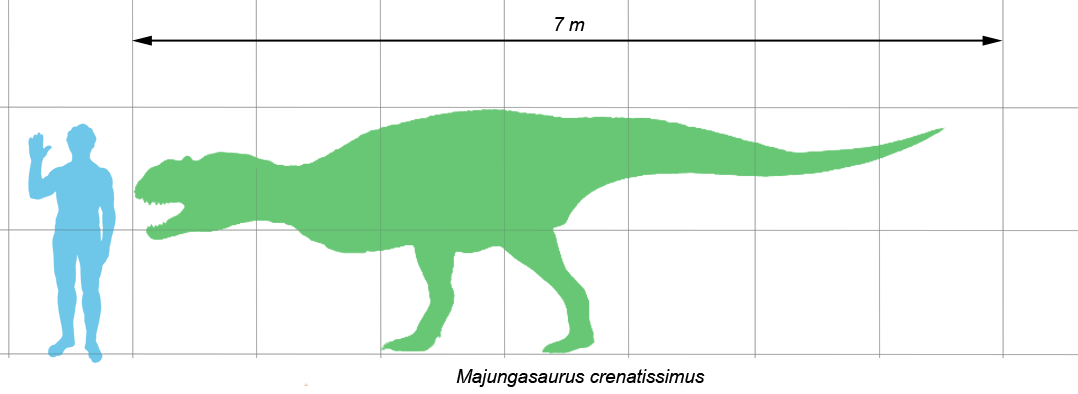
Majungasaurus comparé à la taille d'un humain.

Majungasaurus est un théropode de taille moyenne mesurant 7 mètres de long en moyenne. Des fragments d'individus plus grands indiquent que certains adultes ont atteint 8 mètres de long et 3 mètres de haut. Les scientifiques estiment qu'un adulte Majungasaurus moyen pèse environ une tonne, bien que les plus grands individus auraient pesé plus. D'après les estimations, son cousin Carnotaurus aurait pesé environ 1,5 tonne pour 8 à 9 mètres de long.

## Découverte et dénomination
Une seule espèce, Majungasaurus crenatissimus, a été identifiée. Le dinosaure fut brièvement connu sous le nom de Majungatholus, qui est aujourd'hui connu comme un synonyme junior de Majungasaurus.

## Paléobiologie

### Ornements crâniens
Majungasaurus est principalement reconnaissable pour l'ornementation de son crâne, comprenant des nasales gonflées et fusionnées et une corne frontale. D'autres cératosaures comme Carnotaurus, Rajasaurus et Ceratosaurus lui-même arborent cette crête. Ces structures ont dû jouer un rôle dans des compétitions intraspécifiques, même si leur fonction exacte dans ce contexte est inconnue. La cavité dans la corne frontale de Majungasaurus aurait affaibli la structure ce qui lui aurait interdit de l'utiliser lors de combats directs, mais cette corne pourrait avoir servi comme moyen pour parader. Malgré une variation dans l'ornementation de Majungasaurus, il n'y a aucune preuve de dimorphisme sexuel.

### Alimentation

#### Croissance des dents
En 2019, les lignes de croissance des dents de trois genres de théropodes, Allosaurus, Ceratosaurus et Majungasaurus ont été étudiés au microscope, et en tomodensitométrie pour les dents de remplacement, par Michael D’Emic et ses collègues. Ils ont montré que ces dents avaient une croissance rapide avec des taux assez élevés de remplacement des dents, tous les 100 jours environ pour les deux premiers et, pour Majungasaurus, de l'ordre de 56 jours. Ce dernier présente ainsi un taux de remplacement élevé, comparable à celui des herbivores dont les dents s'usaient très rapidement (sauropodes à dents larges, cératopsiens, hadrosauridés). La vitesse rapide de ce renouvellement chez Majungasaurus pourrait indiquer qu'il rongeait les os (ostéophagie),.

#### Cannibalisme
Il est possible que Majungasaurus ait été cannibale. Des scientifiques ont trouvé des marques de dents dans une partie du corps qui n'a pu provenir d'une attaque extérieure, car les empreintes correspondaient aux dents de Majungasaurus.

## Dans la culture populaire
De par son cannibalisme, le Majunsaurus est relativement connu du public. Ses quelques apparitions dans les documentaires mettant assez en avant ce comportement.

### Films
- Bien qu'il n'y apparait pas physiquement dans Jurassic World, du matériel extérieur dérivé du film détaille que le Majungasaurus fait partie du génome de l'Indominus rex, dinosaure hybride antagoniste du film, responsable de la chute du parc.

### Documentaires et séries
- Dans Jurassic Fight Club, le Majungasaurus a un épisode dédié à lui appelé "Dinosaures cannibales". Dans ce dernier, on voit un mâle et une femelle s'affronter. L'animal est incorrectement nommé "Majungatholus" dans l'épisode et il présente du dimorphisme sexuel. Le mâle possède des teintes bleutées et des protubérances rouges sur la tête à la manière d'un coq(ce qui est pure spéculation) tandis que la femelle est beige sans protubérances.
- Dans Planète Dinosaure, le Majungasaurus apparait dans un épisode.On y voit une femelle et ses deux petits. Comme dans Jurassic Fight Club, son côté cannibale est mis en avant lorsque la femelle sauve ses petits d'un mâle. Le documentaire affiche même des restes fossilisés démontrant les preuves du cannibalisme chez le Majungasaurus.
- Dans Le royaume des dinosaures, on peut voir une femelle Majungasaurus et 2 petits. Ces derniers se font dévorer par des Beelzebufo. Pour une fois dans un documentaire, le cannibalisme n'est pas mis en avant chez le Majungasaurus.
- Un majungasaure apparait également dans la saison 2 de la série Dinosaur King.

### Jeux vidéos
- Dans le jeu vidéo Jurassic World Evolution 1 et 2, il est possible de créer des Majungasaurus pour le parc que le joueur construit. En VO, le jeu fait même un clin d'oeil au film d'animation Madagascar, le Majungasaurus y ayant vécu[réf. nécessaire].
- Dans le jeu mobile Jurassic World: Le Jeu, le Majungasaurus est le premier dinosaure que le joueur obtient après le Tricératops. Il peut l'utiliser en combat comme tous les animaux du jeu et même l'hybrider avec le ptérosaure Alanqa afin d'obtenir un hybride nommé Alangasaurus.
- Dans le jeu mobile Jurassic World Alive, il est possible pour le joueur de créer un Majungasaurus et de l'utiliser en combat. Le Majungasaurus peut même être hybridé avec le Nundasuchus afin de créer un nouveau dinosaure hybride, le Majundasuchus.